# Pronasoona sylvatica
Pronasoona sylvatica är en spindelart som beskrevs av Alfred Frank Millidge 1995. Pronasoona sylvatica ingår i släktet Pronasoona och familjen täckvävarspindlar. Inga underarter finns listade i Catalogue of Life.